# Halten (Solura)
Halten (gsw. Haute) – miejscowość i gmina (niem. Politische Gemeinde) w Szwajcarii, w kantonie Solura, w jednostce administracyjnej (Amtei) Bucheggberg-Wasseramt, w okręgu Wasseramt. 

## Demografia
W Halten mieszka 849 osób. W 2021 roku 7,7% populacji gminy stanowiły osoby urodzone poza Szwajcarią. 